# 김흥수 (화가)
김흥수(金興洙, 1919년 11월 17일~2014년 6월 9일)는 대한민국의 서양화가이다. ‘한국의 피카소’라 불린다.

## 생애
함경남도 함흥 출신이다. 1944년 도쿄미술학교(東京美術學校)를 졸업했다. 해방 후 1952년 서울예술고등학교 미술과장 및 서울대학교 미술대학 강사를 역임하고 1955년 도불(渡佛), 파리의 아카데미 드 라 크랑크 샤브마에르에서 회화를 연구했다. 1955년 살롱 도톤느전에 출품, 동 회원이 되고 갈르리 라라 벵시 외 여러 화랑과도 계약, 개인전을 가졌다. 귀국 후 1961년 제10회 국전 심사위원을 역임하고 현대작가초대전 및 문화자유초대전에 출품했다. 1962년 제11회 5월문예상을 수상하였고 1967년 다시 미국 무어대학 교환교수로 도미(渡美)하여 전미국 유화조각전에 출품했고 순회개인전을 열기도 했다. 1977년 추상과 구상의 조화를 꾀하는 하모니즘 미술을 선언하여, 국내 화단에 새바람을 불러일으켰다.
이후 대한민국미술전람회 심사위원, 대한민국미술대전 심사위원장, 이중섭미술상 심사위원장 등을 역임했다. 그 이후 2014년 6월 9일 '한국의 낳은 인물의 거장 한국의 피카소로 불리는 '하모니즘' 창시자 김흥수 화백이 노환으로 별세했다. 향년 96세
고(故) 김흥수 화백은 여성의 누드와 기하학적 도형으로 된 추상화를 대비시켜 그리는 등 이질적인 요소들을 조화시킨 '하모니즘 미술' 화풍을 만들어 내며 국내 화단에 독보적인 작가로 자리매김했다.
한편, 김흥수 화백은 유족으로는 3남1녀가 있다. 스승과 제자로 만난 예술적 동반자이자 부인인 고(故) 장수현(1962∼2012) 김흥수미술관장은 지난 2012년 먼저 세상을 떠났다.

## 작품 세계
모자이크 기법에 착안하여 색면분할(色面分割)로 화면을 처리해 나가는데 한국의 풍물(風物)과 에로틱한 소재를 많이 다루고 있으며 대단히 화려하고 장식적인 화풍을 특징으로 삼는다. 작품에 〈나부(裸婦)〉, 〈탑(塔)과 소녀〉, 〈군동(群童)〉, 〈호(壺)〉 등이 있다.

## 출연작
- 1996년 동방제약 징코민

## 가족
- 부인 : 장수현 (2012년 11월 13일 암으로 사망[2])

## 같이 보기
- 한국화
- 한국의 조각
- 신사임당